# 烏 (映画)
『烏』（からす、原題：KAW）は、SCI FIで2007年4月7日に公開されたテレビ映画。この映画は、1963年に公開されたアルフレッド・ヒッチコックの映画『鳥』と類似する点があり、参考にしたのではないかとされており、同作に出演していたロッド・テイラーが今作に医師役で出演している。

## あらすじ
小さな田舎町に1人で住む農家が、隣人にワタリガラスがおかしくなったことを伝えようとし、市民たちはカラスの脅威に備えるため、結束することになった。
カラスがおかしくなったのは、牛海綿状脳症（狂牛病）に感染した牛の死体を食べてしまったためだった。そして、感染したカラスたちもまた死ぬのだった。

## キャスト
| キャスト                         | 役名         |
| -------------------------------- | ------------ |
| ショーン・パトリック・フラナリー | ウェイン     |
| スティーヴン・マクハティ         | クライド     |
| クリスティン・ブース             | シンシア     |
| ロッド・テイラー                 | 医者         |
| ジョン・ラルストン               | オスカー     |
| ミシェル・ドゥケ                 | ベティ       |
| アシュリー・ニューブロー         | ドリス       |
| グレイ・パウエル                 | スタン       |
| ウラジーミル・ボンダレンコ       | Jacob        |
| ミーガン・パーク                 | Gretchen     |
| エマ・ナイト                     | コニー       |
| アマンダ・ブルジェル             | エマ         |
| ウェンディ・ライオン             | Luanne       |
| ソフィ・ジャンドロン             | トリシア     |
| ジェファーソン・ブラウン         | ジョン       |
| ルネッサ・ブリッツ               | Rachel       |
| デイビット・ガードナー           | ロルフ       |
| アレクサンダー・コンティ         | タイラー     |
| ジェン・ローソン                 | タイラーの母 |